# 巴岛小扇蟹
巴岛小扇蟹（学名：Maldivia palmyrensis）为扇蟹科小扇蟹属的动物。分布于日本、巴美拉岛、阿尔达布拉群岛以及中国大陆的西沙群岛等地，生活环境为海水，主要栖息于珊瑚礁浅水中。